# High Society
High Society er en amerikansk stumfilm fra 1924 af Robert F. McGowan.

## Medvirkende
- Joe Cobb som Joe
- Jackie Condon som Percival "Percy" Kelly
- Mickey Daniels som Mickey Kelly
- Allen Hoskins som Farina
- Mary Kornman som Mary
- Andy Samuel som Andy
- Sonny Loy som Joy